# The Pokémon Company
The Pokémon Company japanska je tvrtka zadužena za marketing i licenciranje Pokémon franšize. Osnovana je zajedničkim ulaganjem triju tvrtki koje drže autorska prava na Pokémon franšizu - Nintendo, Game Freak Inc. i Creatures Inc. S radom je započela 1998., a nadimak Pokémon Ltd. poprimila je u listopadu 2000. godine. Sjedište tvrtke je u Roppongiju, Minato, Tokyo.
Tvrtka ima odvojene podružnice koje su zadužene za obavljanje poslova u različitim dijelovima svijeta: The Pokémon Company International za područja izvan Azije, Australije i Novog Zelanda, te Pokémon Korea za Južnu Koreju.

## Povijest
Nintendo, Creatures i Game Freak 1998. godine osnovali su tvrtku The Pokémon Center Company kako bi lakše upravljali Pokémon Center trgovinama u Japanu. Nakon rasta popularnosti Pokémon Gold i Silver igre, primili su mnoge ponude za izradu raznih proizvoda iz cijelog svijeta. U to vrijeme je Tsunekazu Ishihara iz Creaturesa bio zadužen za odobravanje licenciranih proizvoda, ali zbog same količine proizvoda zaključio je kako je to previše posla za jednu osobu. U isto vrijeme, kako bi se franšiza nastavila, želio je proširiti franšizu s dugoročnim ciljevima, kao što je nastavljanje Pokémon anime serijala i godišnje izbacivanje filmova. Nakon toga odlučeno je kako je potrebna nova organizacija koja će efektivno upravljati Pokémon brendom čime je The Pokémon Center Company pretvorena u The Pokémon Company, te je prošireno područje njezinog djelovanja.
Podružnica Pokémon USA, Inc. otvorena je 2001. godine kako bi upravljala licenciranjem na području Sjeverne Amerike. Nintendo Australia upravlja licenciranjem na području Australije i Novog Zelanda jer The Pokémon Company nema australsku podružnicu. Podružnica Pokémon Korea, Inc. osnovana je 2006. godine kako bi upravljala brendom na području Južne Koreje. Sjedište se nalazi u Seoulu. Spajanjem podružnica Pokémon USA i Pokémon UK 2006. godine nastala je podružnica The Pokémon Company International čije područje djelovanja je Amerika i Europa. Sjedišta se nalaze u Bellevueu, Washington, SAD i Londonu, Ujedinjeno Kraljevstvo.

## Vanjske poveznice
- Službene stranice (engl.)
- Službene stranice (jap.)
- Službene stranice (jap.)
- Službene stranice (kor.)